# Gordon Lowe
Sir Francis Gordon Lowe, 2. Baronet (* 21. Juni 1884 in Edgbaston, Birmingham; † 17. Mai 1972 in London) war ein englischer Tennisspieler.

## Leben
Gordon Lowe war der älteste von zwei Söhnen des aus Birmingham stammenden Unterhausabgeordneten und Rechtsanwalts Sir Francis William Lowe, 1. Baronet (1852–1929). Beim Tod seines Vaters erbte er dessen Adelstitel als 2. Baronet, of Edgbaston in the County of Warwick. Sein Bruder Arthur Holden Lowe (1886–1958) war ebenfalls Tennisspieler und spielte gemeinsam mit ihm zu verschiedenen Gelegenheiten. Ein weiterer Bruder John Lowe spielte First-Class Cricket. Seine Ausbildung absolvierte Gordon Lowe an der University of Cambridge, die er 1905 mit einem Bachelor of Arts abschloss. Während des Ersten Weltkriegs trat er 1916 als Second Lieutenant in die British Army ein, wurde in der British Indian Army bis 1919 in Mesopotamien eingesetzt und für seine dortigen Verdienste im amtlichen Kriegsbericht löblich erwähnt (mentioned in dispatches). 1919 erreichte der den temporären Rang eines Captain. 1920 schied er aus dem aktiven Militärdienst aus.
Er war zweimal verheiratet, in erster Ehe von 1914 bis zur Scheidung 1926 mit Margaret Alice Manley Sims, sowie ab 1926 in zweiter Ehe mit Dorothy Honor Woolrych. Aus seiner zweiten Ehe stammte sein Sohn Sir Francis Reginald Gordon Lowe, 3. Baronet (1931–1986).

## Karriere
1906 spielte er das erste Mal bei den Wimbledon Championships. Dort konnte er 1911 und 1923 mit dem Erreichen des Halbfinals sein bestes Einzelresultat erzielen. Im Doppel kam er mit seinem Bruder 1914 und 1921 ins All-Comers-Finale (die Vorjahressieger waren im Finale immer gesetzt). Seinen größten Erfolg feierte er im Jahr 1915. Er gewann die Australischen Tennismeisterschaften als zweiter Ausländer nach Fred Alexander 1908. Im Finale besiegte er den Australier Horace Rice in vier Sätzen mit 4:6, 6:1, 6:1 und 6:4. In der Doppelkonkurrenz verlor er mit Rodney Heath gegen Clarence Todd und Horace Rice, nachdem er schon 1912 im Finale mit Alfred Beamish an Charles Dixon und James Parke gescheitert war.

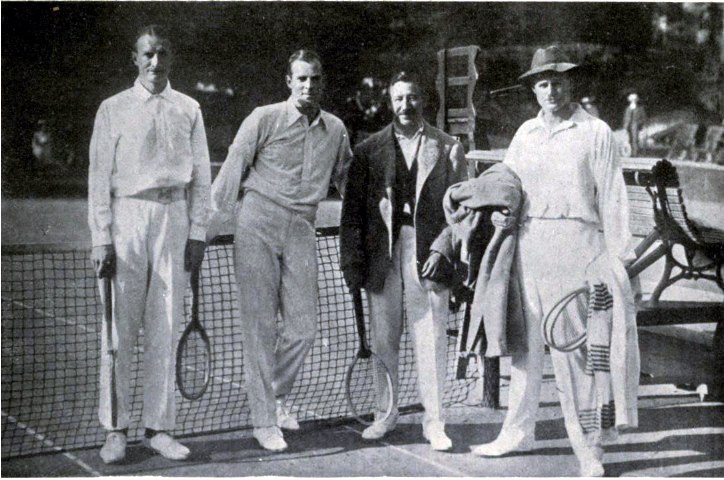
Lowe (ganz links), in Cannes, 1914

Zu den weiteren Turniererfolgen Lowes gehörten u. a. der Titel bei den Tennis-Hallenweltmeisterschaften 1920, der Titel 1910 bei den British Covered Court Championships sowie drei Titel im Queen’s Club. Darüber hinaus nahm Lowe 1912 und 1920 jeweils an den Olympischen Sommerspielen im Tennis teil. Dort war sein bestes Resultat 1912 der vierte Platz im Hallen-Einzel, als er im Spiel um Bronze Anthony Wilding unterlag. Zuvor war er dem Franzosen André Gobert unterlegen, der ihn im Doppel, wo Gordon mit seinem Bruder Arthur antrat, ebenfalls besiegte. Bei den Spielen 1920 konnte Lowe im Einzel nochmal das Viertelfinale erreichen, schied im Doppel und Mixed aber jeweils früh aus. 1914 wurde Lowe von Arthur Wallis Myers vom The Daily Telegraph als Nummer 8 der Welt gelistet. Seine erfolgreichste Zeit war von 1920 bis 1923, als er je knapp zehn Titel gewann. Insgesamt sind zwischen 1909 und 1926 68 Titel überliefert.
Zwischen 1921 und 1925 spielte Lowe in vier Begegnungen für die britische Davis-Cup-Mannschaft, für die er eine Bilanz von 6:2 vorwies.
Bis 1926 nahm Lowe regelmäßig an Turnieren teil, danach spielte er nur noch selten.

### Spielstil
“The famous brothers [...] are two of the best baseline players in the British Isles. Both men play almost identical styles [...]. Gordon Lowe uses a slice service, while Arthur serves with a reverse spin. Neither man has a dangerous delivery. [...] The ground strokes of the Lowes are very orthodox. [...] top spin drives fore- and backhand, straight or 'cross court, are hit with equal facility. The Lowes volley defensively and only come in to the let when pulled in by a short shot. Their overhead work is average. [...] Both men are excellent tennis players of the true English school: fine base- line drivers, but subject to defeat by any aggressive volleyer. It is a lack of aggressiveness that holds both men down [...] The Lowes could easily defeat any player who was slightly off his game, as they are very steady and make few mistakes. Neither would defeat a first- class player at his best.”

„Die berühmten Brüder [...] sind zwei der besten Grundlinienspieler der britischen Inseln. Beide Männer spielen nahezu identische Stile [...]. Gordon Lowe nutzt einen Slice-Service, während Arthur mit einem Reverse-Spin aufschlägt. Keiner der beiden Stile ist sonderlich gefährlich. [...] Die Grundschläge der Lowes sind sehr orthodox. [...] Top-Spin-drives mit Vor- und Rückhand, Straight- oder Cross-Court werden mit gleicher Leichtigkeit geschlagen. Die Lowes vollieren defensiv und kommen nur bei kurzen Bällen zum Netz. Ihre Overheads sind durchschnittlich. [...] Beide Männer sind hervorragende Tennisspieler der echten englischen Schule: gute Grundlinienspieler, die aber von jedem aggressiven Volleyspieler besiegt werden können. Es ist ein Mangel an Aggressivität, der beide Männer zurückhält [...] Die Lowes könnten leicht jeden Spieler besiegen, der etwas von seinem Spiel abweicht, da sie sehr stabil sind und nur wenige Fehler machen. Keiner von beiden würde einen erstklassigen Spieler in seiner besten Form besiegen.“

## Erfolge (Auswahl)
| Legende (Anzahl der Siege) |
| Grand Slam (1)             |
| Olympische Spiele          |
| Weltmeisterschaften (1)    |
| Sonstige Turniere (3)      |

| Titel nach Belag   |
| ------------------ |
| Hartplatz/Holz (1) |
| Sand (0)           |
| Rasen (4)          |

### Einzel

#### Turniersiege
| Nr. | Datum            | Turnier                          | Belag    | Finalgegner          | Ergebnis                |
| --- | ---------------- | -------------------------------- | -------- | -------------------- | ----------------------- |
| 1.  | 22. Juni 1913    | Queen’s Club Championships (1)   | Rasen    | Wallace Johnson      | 7:5, 6:4, 4:6, 4:6, 6:4 |
| 2.  | 21. Juni 1914    | Queen’s Club Championships (2)   | Rasen    | Percival Davson      | 6:2, 7:5, 6:4           |
| 3.  | 21. August 1915  | Australasian Championships       | Rasen    | Horace Rice          | 4:6, 6:1, 6:1, 6:4      |
| 4.  | 20. Oktober 1920 | Tennis-Hallenweltmeisterschaften | Holz (i) | Walter Cecil Crawley | 6:2, 6:3, 6:1           |
| 5.  | 20. Juni 1925    | Queen’s Club Championships (3)   | Rasen    | Henry George Mayes   | 6:2, 9:7                |

### Doppel

#### Finalteilnahmen
| Nr. | Datum        | Turnier       | Belag | Partner            | Finalgegner                    | Ergebnis      |
| --- | ------------ | ------------- | ----- | ------------------ | ------------------------------ | ------------- |
| 1.  | 3. Juli 1914 | Wimbledon (1) | Rasen | Arthur Holden Lowe | Anthony Wilding Norman Brookes | 2:6, 6:8, 1:6 |
| 2.  | 1. Juli 1921 | Wimbledon (2) | Rasen | Arthur Holden Lowe | Randolph Lycett Max Woosnam    | 3:6, 0:6, 5:7 |